# Calochortus eurycarpus
Calochortus eurycarpus är en liljeväxtart som beskrevs av Sereno Watson. Calochortus eurycarpus ingår i släktet Calochortus och familjen liljeväxter. Inga underarter finns listade.

## Bildgalleri

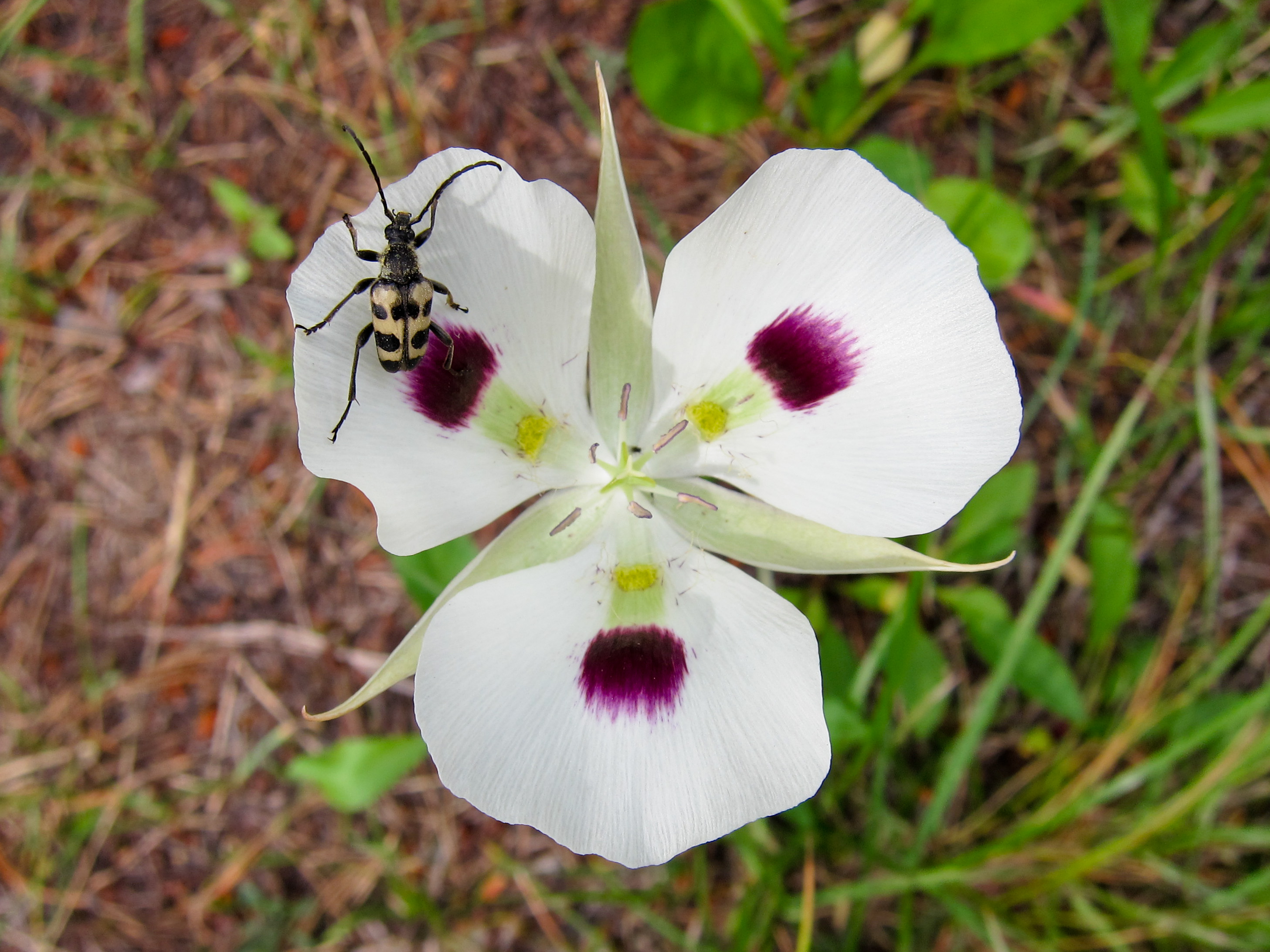
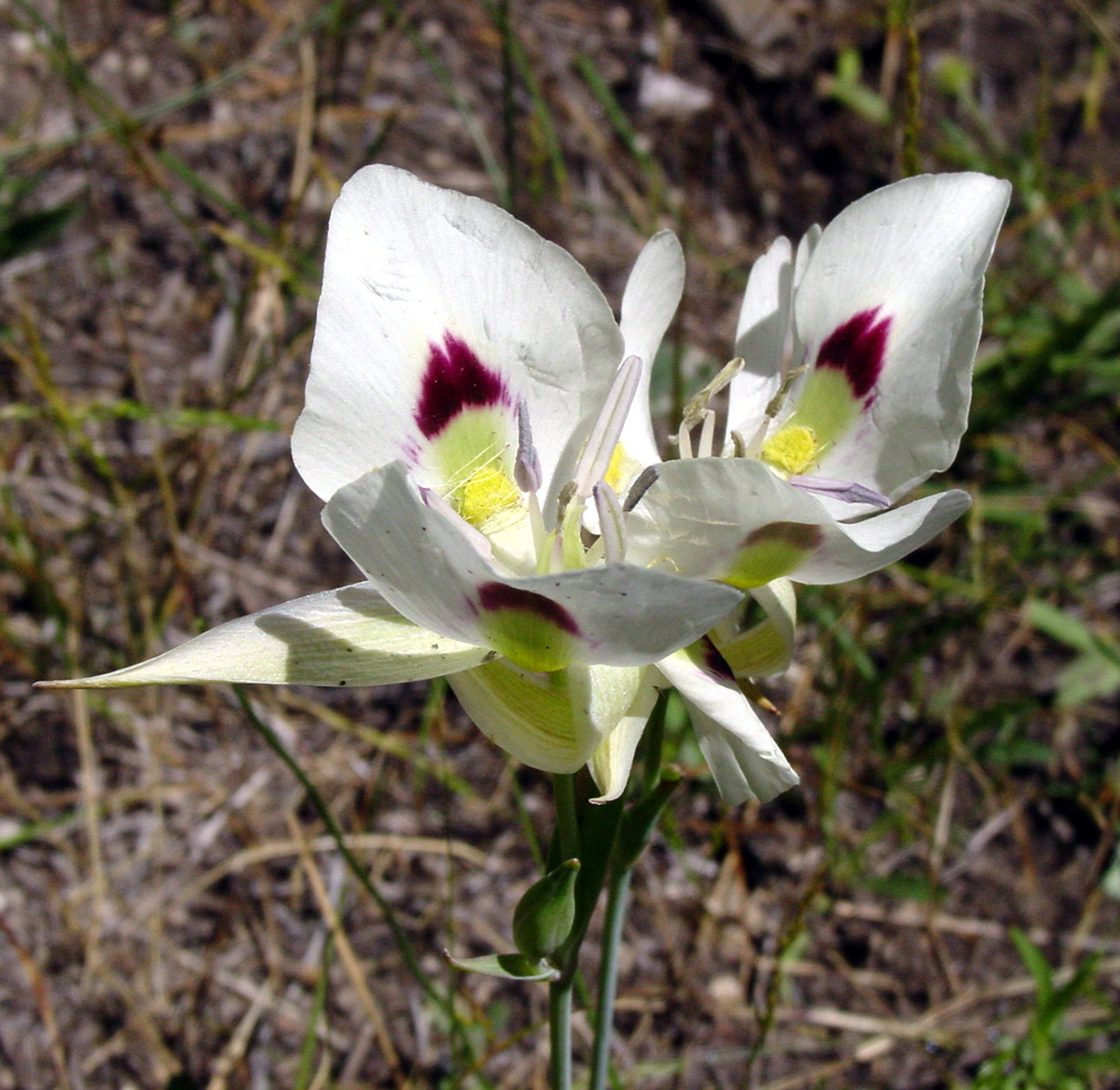
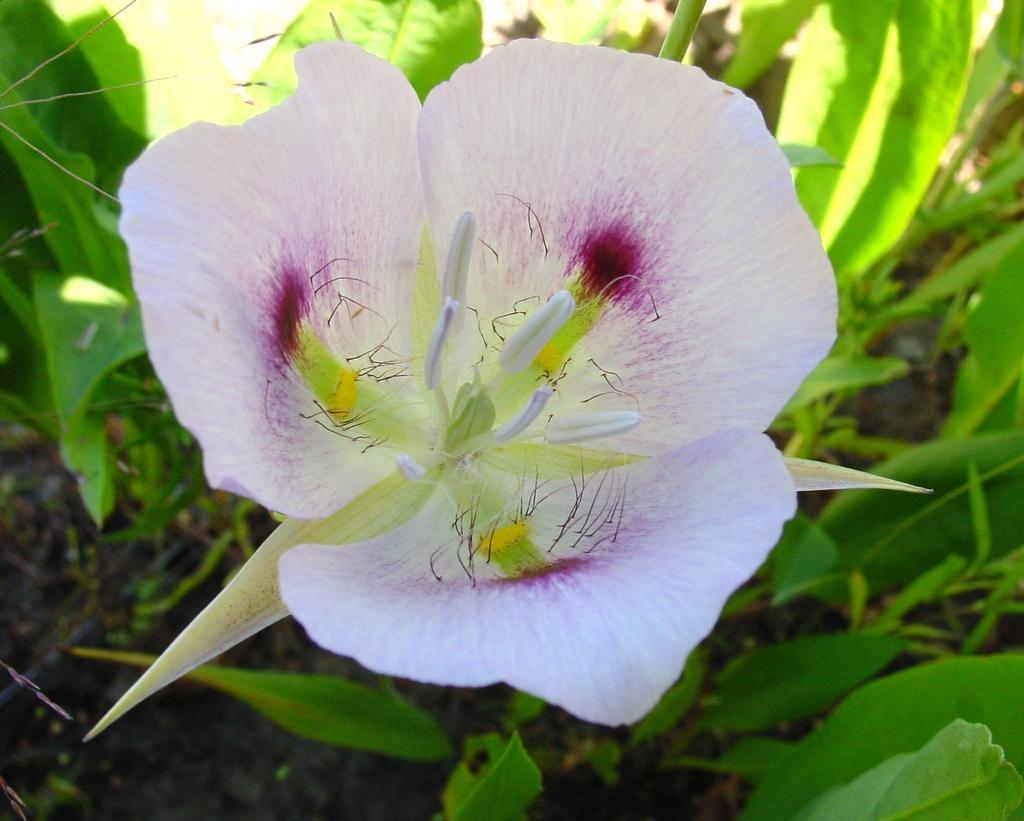